# Харіс Хайрадинович
Харіс Хайрадинович (босн. Haris Hajradinović, нар. 18 лютого 1994, Прилеп) — боснійський футболіст, півзахисник турецького клубу «Касимпаша» та національної збірної Боснії і Герцеговини.

## Клубна кар'єра
Вихованець клубу «Желєзнічар». 20 травня 2012 року в матчі проти клубу «Козара» він дебютував за клуб у матчі чемпіонату. У тому ж році Харіс став володарем Кубка Боснії та Герцеговини та чемпіоном країни, але за рідну команду більше не зіграв. Натомість другу половину року грав за іншу місцеву команду «Олімпік» (Сараєво), провівши 5 поєдинків.
На початку 2013 року Харіс перейшов до хорватського «Інтер» (Запрешич). 23 лютого в матчі проти клубу «Славен Белупо» він дебютував у чемпіонаті Хорватії. Всього за клуб зіграв 9 ігор і вже влітку перейшов у словацький «Тренчин», де провів ще півтора роки.
Своєю грою за останню команду привернув увагу представників тренерського штабу бельгійського клубу «Гент», з яким у грудні 2014 року підписав контракт на 4 роки. 17 січня 2015 року в матчі проти «Мускрон-Перювельза» він дебютував у чемпіонаті Бельгії, замінивши в кінці матчу Брехта Деягера. У тому ж році Харіс допоміг «Генту» вперше в історії виграти чемпіонат та здобути Суперкубок Бельгії, але основним гравцем не був, зігравши лише 5 ігор в усіх турнірах.
На початку 2016 року для отримання ігрової практики Хайрадинович на правах оренди перейшов в норвезький «Гаугесун» з опцією викупу контракту гравця, яка була активована на початку наступного року. Втім лише через півроку після цього, у серпні 2017 року, боснієць повернувся до Хорватії, де уклав трирічну угоду з «Осієком». Відіграв за команду з Осієка наступні півтора сезони своєї ігрової кар'єри. Більшість часу, проведеного у складі «Осієка», був основним гравцем команди і одним з головних бомбардирів команди, маючи середню результативність на рівні 0,36 гола за гру першості.
У січні 2019 року Хайрадинович за 4 мільйони євро приєднався до турецького клубу «Касимпаша», уклавши контракт на два з половиною роки. Він офіційно дебютував за команду 17 січня в грі Кубка Туреччини проти «Аланьяспора», а через тиждень зіграв і перший матч у чемпіонаті Туреччини проти «Чайкур Різеспора». 7 лютого він забив свій перший гол за «Касимпашу» в матчі Кубка Туреччини проти «Акхісарспора», а через три місяці він забив свій перший гол у чемпіонаті проти «Бешикташа».
23 жовтня 2021 року Хайрадинович провів свій 100-й матч за команду проти «Чайкур Різеспора».
У червні 2022 року продовжив контракт із клубом до червня 2026 року, а у липні 2023 року був призначений капітаном команди. 22 жовтня Хайрадинович провів свою 173 гру за «Касимпашу», ставши рекордсменом клубу за кількістю зіграних матчів. Станом на 22 листопада 2023 року відіграв за стамбульську команду 163 матчі в національному чемпіонаті.

## Виступи за збірні
2012 року дебютував у складі юнацької збірної Боснії і Герцеговини (U-19), загалом на юнацькому рівні взяв участь в 11 іграх, відзначившись одним забитим голом.
Протягом 2014—2016 років залучався до складу молодіжної збірної Боснії і Герцеговини. На молодіжному рівні зіграв у 7 офіційних матчах, забив 1 гол.
18 листопада 2019 року дебютував в офіційних іграх у складі національної збірної Боснії і Герцеговини в матчі відбору на Євро-2020 проти Ліхтенштейну (3:0). 7 вересня 2020 року у своєму другому матчі забив свій перший гол за збірну у грі Ліги націй УЄФА 2020/21 проти Польщі (1:2).
| Дата       | Місто      | Господарі            | Результат               | Гості                | Турнір                               | Голи | Примітки |
| ---------- | ---------- | -------------------- | ----------------------- | -------------------- | ------------------------------------ | ---- | -------- |
| 18-11-2019 | Вадуц      | Ліхтенштейн          | 0 – 3                   | Боснія і Герцеговина | Відбір до ЧЄ 2020                    | -    | 64'      |
| 7-9-2020   | Зениця     | Боснія і Герцеговина | 1 – 2                   | Польща               | Ліга націй УЄФА 2020-2021 - 1-й етап | 1    |          |
| 8-10-2020  | Сараєво    | Боснія і Герцеговина | 1 – 1 д.ч. (3 – 4 п.п.) | Північна Ірландія    | Відбір до ЧЄ 2020                    | -    | 118'     |
| 14-10-2020 | Вроцлав    | Польща               | 3 – 0                   | Боснія і Герцеговина | Ліга націй УЄФА 2020-2021 - 1-й етап | -    | 74' 83'  |
| 4-9-2021   | Зениця     | Боснія і Герцеговина | 1 – 0                   | Кувейт               | товариський матч                     | -    | 71'      |
| 16-11-2023 | Люксембург | Люксембург           | 4 – 1                   | Боснія і Герцеговина | Відбір до ЧЄ 2024                    | -    | 46' 69'  |
| 19-11-2023 | Зениця     | Боснія і Герцеговина | 1 – 2                   | Словаччина           | Відбір до ЧЄ 2024                    | -    | 87'      |
| Усього     |            | Матчів               | 7                       |                      | Голів                                | 1    |          |

## Титули і досягнення
- Чемпіон Боснії і Герцеговини (1):

«Желєзнічар»: 2011/12
- Володар Кубка Боснії і Герцеговини (1):

«Желєзнічар»: 2011/12
- Чемпіон Бельгії (1):

«Гент»: 2014/15
- Володар Суперкубка Бельгії (1):

«Гент»: 2015